# 田依浓
田依浓（1991年2月18日—），出生于中華人民共和國辽宁省朝阳市，中國大陸足球运动员，曾於2012年參加倫敦奧運會，現屬辽宁铁人俱乐部，司职中场。